# أسود الجزيرة
أسود الجزيرة هو تنظيم شن هجمات عدة في الكويت في عام 2005 .وقد تم القبض على بعض عناصر في التنظيم من قبل قوات الأمن الكويتية وحكم على بعض منهم بالسجن منهم حمد الحربي. هو هارب محكوم عليه غيابيا بالسجن لمدة سبع سنوات وقد شارك بالاشتباكات عام 2005 ومشعل الشمري أيضا محكوم عليه غيابيا بعشر سنوات سجناً بتهمة اللإنتماء إلى تنظيم القاعدة.وتم اعتقال شخص مهم بالتنظيم وهو عامر خليف العنزي وهو واعظ في مسجد في منطقة الجهراء وقد توفي في السجن بسبب (قصور القلب).